# Conde de Alcoutim
Conde de Alcoutim foi um título nobiliárquico português criado, de juro e herdade, em 15 de Novembro de 1496 pelo Rei D. João II de Portugal a favor de D. Fernando de Menezes, 2º conde de Valença e herdeiro de D. Pedro de Meneses, 1.º Conde de Vila Real, vindo a suceder-lhe na Casa como 2º marquês e 4º conde de Vila Real. O título ficou associado à Casa de Vila Real.
Condes de Alcoutim
1. D. Fernando de Meneses (1463-?), 2º marquês e 4º conde de Vila Real, 2º conde de Valença
2. D. Pedro de Meneses (c.1486-?), 3º marquês e 5º conde de Vila Real, 3º conde de Valença
3. D. Miguel de Meneses (c.1520-), 4º marquês e 6º conde de Vila Real, 4º conde de Valença
4. D. Manuel de Meneses (c.1530-?), 1º duque, 5º marquês e 7º conde de Vila Real, 5º conde de Valença
5. D. Miguel Luís de Meneses (c.1565-1637), 1º duque de Caminha, 6º marquês e 8º conde de Vila Real, 6º conde de Valença
6. D. Luís de Noronha e Meneses (c.1570-?), 7º marquês e 9º conde de Vila Real, 7º conde de Valença

## Condes de Alcoutim - Espanha
Quando o 7º Marquês de Vila Real, 6º Conde de Alcoutim, juntamente com seu filho, o Miguel Luís de Meneses, 2.º Duque de Caminha, foi executado em Portugal por alta traição em 1641, sua filha Beatrice de Menezes, casada com o conde espanhol de Medellín, permaneceu na Espanha. 
Para recompensar sua fidelidade aos Casa de Habsburgo espanhóis, o rei Filipe IV de Espanha concedeu a ela, em 23 de março de 1660, o título de condessa de Alcoutim como título espanhol, hoje incluído entre os títulos da Casa de Medinaceli.
Beatrice de Menezes nunca mais voltou à sua terra natal e este título nunca foi reconhecido em Portugal.
- María Beatriz de Meneses e Noronha (1614-1668)
- Pedro Damián Portocarrero (1640-1704)
- Luisa Feliciana Portocarrero (1641-1705), elder surviving daughter of the 1st Countess.
- Guillén Ramón de Moncada (1671-1727)
- María Teresa de Moncada (1707-1756)
- Pedro de Alcántara Fernández de Córdoba (1730-1789)
- Luis Fernández de Córdoba (1749-1806)
- Luis Fernández de Córdoba (1780-1840)
- Luis Fernández de Córdoba (1813-1873)
- Luis Fernández de Córdoba (1851-1879)
- Luis Fernández de Córdoba (1880-1956)
- Victoria Eugenia Fernández de Córdoba (1917-2013)
- Ana Luisa de Medina (1940-2012)
- Victoria von Hohenlohe-Langenburg, Actual Condessa de Alcoutim (1997-)[2]